# Mowag Grenadier
El MOWAG Grenadier es un transporte blindado de personal anfibio 4×4, construido por la compañía suiza MOWAG MOTORWAGENFABRIK AG. 
Tiene un casco de acero blindado. Está dotado de puertas posteriores de apertura lateral para ingreso y egreso de la tripulación, además de las escotillas para conductor y artillero. Utiliza un motor a nafta, aunque puede ser repotenciado con uno tipo diésel. 
Como opcionales puede recibir visión nocturna para conducción y tiro. 
Se desarrollaron variantes de transporte de personal y exploración armada con una ametralladora cal. 7,62 mm en montaje externo sobre cúpula, de Exploración con cañón calibre 20 mm Oerlikon en torreta, de Transporte de Mortero calibre 81 mm (que abre fuego a través de una escotillas en el techo y la de Puesto de Comando con material de comunicaciones. A su vez el Ejército Argentino también lo empleó como portador de Radar de vigilancia de superficie RASIT.
Este modelo sirvió de base para el desarrollo del posterior Mowag Piranha 4x4 en los años 70.

## Historia
A fines de los años 1960, el Ejército Argentino adquirió 60 vehículos Mowag Grenadier, ensamblados en la Argentina bajo licencia, de los cuales 36 se reportaron en servicio en 2008.
También la Infantería de Marina Argentina incorporó el Mowag Grenadier para su Batallón de Vehículos Anfibios. Que los dio de baja definitivamente a fines de los años 80.
En los años 1980 y 2000 se desarrollaron Proyectos para Repotenciar los vehículos en servicio en el Ejército Argentino, pero no prosperaron. 
En 1993, 6 VC Mowag Grenadier (pintados de blanco y con las insignias de las NNUU), fueron embarcados y enviados rumbo a aquella región, como parte de la Fuerza de Tareas Argentina en Chipre (ARGCON) y fueron asignados para su empleo por la Permanent Force Reserve (PFR) (y antecesora directa de la Mobile Reserve Force (MFR), creada en 1997), de la Fuerza de Intervención de la ONU en Chipre (UNFICYP), una Unidad de reserva móvil, patrullaje, seguridad de instalaciones y control antidisturbios en la zona de amortiguación creada en 1974.
En 1997, reemplazados en su tarea por un lote de 9 modernos Alvis Táctica adquiridos por el Ejército Argentino, fueron desafectados del servicio en UNFICYP y transportados de vuelta a Argentina.
Los Mowag Grenadier restantes continuaron en servicio en unidades de Caballería de Exploración del Ejército Argentino hasta su baja definitiva en 2017.